# Jesús Medina
Jesús Manuel Medina Maldonado (Limpio, Central, Paraguay, 30 de abril de 1997), conocido como Jesús Medina, es un futbolista paraguayo. Juega como centrocampista y su equipo es el F. C. Spartak de Moscú de la Liga Premier de Rusia. 

## Trayectoria

### Debut con Libertad
Jesús Medina Maldonado debutó como profesional el 8 de julio del 2012, en el Estadio Dr. Nicolás Leoz, ingresando en el minuto 85 para enfrentar al Rubio Ñu por la última fecha del Torneo Apertura, dicho encuentro acabó en victoria de su equipo por resultado de 1 a 0. Su primer partido como profesional, lo habría jugado a la corta edad de 15 años y 69 días. Posteriormente no volvió a ser considerado en el primer equipo.

### Torneos con la selección Sub-17 y Sub-20
Medina fue convocado a los Sudamericanos Sub-17 en 2015 y Sub-20 en 2017. En el primero jugó 8 encuentros, anotó 4 goles y no asistió. En segundo Paraguay no se clasificó al mundial pero si a los juegos panamericanos, disputó 6 juegos, anotó 1 gol y dio una 2 asistencias.

### Libertadores Sub-20 y ascenso en su carrera
En 2016 Fue parte de la Copa Libertadores Sub-20 con Libertad, jugó contra los clubes de São Paulo, Melgar e Independiente del Valle, anotando un gol, sin embargo no pudieron pasar a las semifinales, quedando con 4 puntos en el segundo lugar de su grupo.
Ese mismo año la carrera de Medina tuvo un gran ascenso a sus 18 años de edad en su carrera. Volvió a tener minutos en Primera, el 30 de enero de 2016, pudo jugó como titular contra el club Olimpia en la derrota de su equipo por 1 a 0, salió de cambio en el segundo tiempo del juego. Volvió a jugar vs el 3 de Febrero por la fecha 4 del torneo, donde ganó su equipo por 3-1.
El 14 y 21 de febrero, por las fechas 5 y 6 del Torneo Apertura, fue titular, contra los clubes Nacional y Deportivo Capiatá, vs el club Nacional jugó los 90 minutos y el tiempo extra reglamentario, por otro lado vs el Dep. Capiatá anotó a los 2 minutos del encuentro anotó su primer gol oficial en toda su carrera, luego al 68 volvió a marcar el segundo para finalmente ganar por 4-2. Luego de su doblete se volvió titular indiscutible, logrando grandes victorias ante clásicos rivales como Cerro Porteño por 2-1 en la fecha 8 de local, y 0-1 de visitante por la fecha 19, y por 3-1 vs Olimpia en casa.
Sus goles 3 y 4 llegaron en las fechas 20 y 21 contra los clubes Sportivo Luqueño y Gral Caballero (SC).
En la última fecha del torneo, jugaron contra el club Guaraní, Medina como de costumbre de titular, recibió una tarjeta amarilla, el encuentro acabó empatado 0 a 0. El club Libertad se coronó campeón del Apertura 2016, logrando así la clasificación a la Copa Liberadores del 2017, de esta manera también Medina also su primer trofeo como futbolista profesional. Medina tuvo una gran actuación, convirtiendo 4 goles en 19 juegos como titular, además obtuvo una tarjeta amarilla.
Jesús Medina debutó en el Torneo Clausura de ese mismo año 2016, en la fecha 1 del torneo, como titular contra el River Plate, jugó 62 minutos hasta que salió de cambio tras una falta, en un duelo que acabó 1-1.
Libertad logró su primera victoria en el torneo en la segunda fecha vs el Dep. Capiatá, sin la presencia de la que era su gran promesa en ese entonces, el cual no participó por una lesión que sufrió vs River.
Medina volvió para enfrentar a Cerro Porteño en la fecha 3 del torneo, donde en el minuto 47 del segundo tiempo anotó su primer gol en el torneo, y el 5 en su carrera; que puso en ventaja por la mínima a los "gumarelos" por un tiempo, hasta que llegó el empate de Cerro 1-1 en el 78, siendo ese el resultado final del encuentro. En el siguiente juego vs Sol de América, Medina recibió una tarjeta amarilla en la derrota su equipo por 4-2. Volvió a jugar nuevamente vs Nacional, donde como siempre fue titular y jugó hasta los 63 minutos.
Jesús Medina hizo su gran debut en la Copa Sudamericana vs el Palestino de Chile en condición de localía, a pesar de ello, este debut se le quedó ácido, viendo que Libertad cayó goleado por 0-3 de parte del conjunto chileno, dejando un global de 0-4 en estos 1/32 de la Sudamericana, (Libertad habría perdido por 1-0 vs Palestino en la ida en Chile, donde Medina no estuvo presente); Medina ingresó en el segundo tiempo por Wilson Leiva, y jugó el resto del partido.
La amarga derrota de Libertad vs Palestino se vio reflejado en la fecha 8 del clausura, luego de que Guaraní les ganara por 0-1 de visitante donde Medina habría vuelto a ser titular.
A pesar de no contar con Medina para la fecha 9 en el "Clásico Blanco y Negro" vs el Olimpia, Libertad pudo dejar un buen resultado de visita, 1-1. Medina reapareció para disputar la fecha 1 vs Rubio Ñu, ganando el "Guma" por 2-1, con un gol de Leiva en el minuto 90.
Medina tuvo una gran actuación en la goleada de su equipo vs el Gral Caballero SC 1-5, a pesar de no marcar ni asistir. A pesar de ello River Plate no permitió que Libertad sumara un solo punto en la fecha 12 del campeonato.
Medina volvería a marcarle a Cerro Porteño ahora en su casa en el minuto 3 del encuentro por la fecha 14, a pesar de su gol, Libertad cayó por 2-1. Medina volvió a convertir vs Nacional en el minuto 14.
Posteriormente Medina tuvo una magnífica actuación de visitante vs Luqueño por la fecha 17, donde con un doblete, marcando en los minutos 38 y 81 le dio la victoria a su equipo y fue elegido como el jugador del partido.
En la fecha 20 del torneo, Libertad y Olimpia empataron 2-2 con medina en la cancha. A pesar de ganar los 2 últimos partidos, Libertad quedó tercero con 39 puntos logrados, muy lejos de Olimpia con 47 y Guaraní con 48.
Medina volvió a ser convocado a la Sub-20 en 2017, a pesar de dar una gran actuación individual  en el Campeonato Sudamericano de Fútbol Sub-20, con 2 goles y 1 asistencia en 4 juegos de titular, Paraguay no avanzó a la segunda fase del torneo.
En el 2017, El Club Libertad debutó en el apertura con victoria ante un clásico rival como Guaraní por 3-2, sin Medina, el cual se encontraba con la Selección Sub-20 ese año. Hizo su debut en el torneo en la siguiente fecha vs el Dep. Capiatá, con victoria 1-2, ingresando en el 55, ahora utilizando la 19 en vez de la 28 como el año pasado.
Hizo su debut en Copa Liberadores por la fecha 1 el 8 de marzo de ese año, vs el Club Deportivo y Cultural Sport Boys, donde fue titular por primera vez en la temporada y anotó el primer gol del partido 29, y el primero suyo en lo que iba el año, en un juego que resultó en un 3-3, también recibió 1 tarjeta amarilla. Medina recuperó la titularidad luego de ese juego.
Medina jugó hasta 81 vs Olimpia, el la goleada de su equipo por 0-3 de visitante en el clásico.
Medina volvió a anotar un doblete vs el Sportivo Luqueño, que junto al gol de Salcedo le dieron la victoria a Libertad.
Con Medina de titular Libertad cayó 1-2 vs el Godoy Cruz por la segunda jornada de la fase de grupos de la Libertadores.
Medina ingresó en el 73 contra el club Guaraní, marcó 1 gol en el 84 y descontó 2-1 para Libertad, que no pudo empatar el juego.
Medina y Libertad ganarón su primer partido de la Libertadores al Atlético Mineiro de Brasil por 1-0, Medina salió de cambio en el 90 por Oure el cual jugó el tiempo extra. En la revancha vs Mineiro, Libertad cayó 2-0 con Medina de titular.
Fue titular en la derrota de Libertad ante Cerro Porteño por 1-0.
Volvió a convertir ante Sol de América, donde Libertad ganó por 3-0. Fue titular en la goleada 3-0 a favor de Libertad ante Olimpia por la fecha 20 del Apertura. En la siguiente fecha volvió a marcar 2 goles, nuevamente ante el Sportivo Luqueño, además de recibir una tarjeta amarilla. Libertad ganó 0-3. En la última fecha Libertad le ganó 2 a 0 al Independiente (CG), con 1 gol de Medina a los 3 minutos del encuentro.
Libertad quedó puntero del Apertura con 49 puntos, consiguiendo nuevamente el título de campeón, además clasificando a la Libertadores; superando a Guaraní por 1 punto (el cual hizo 48).

### Una gran Sudamericana y un pésimo Clausura
Tras quedar tercero en su grupo de Libertadores, el Club Libertad se vio transferido a la Copa Sudamericana. Libertad se enfrentó al Atl. Huracán en la ronda de playoff de octavos.
El 1 de julio del 2017, Medina fue convocado por primera vez a la Selección de fútbol de Paraguay en la categoría mayor a sus 20 años de edad, ingresó vs México en el minuto 85 del juego, en la derrota de Paraguay por 2-1.
El primer juego en Argentina lo ganó Libertad por goleada 1 a 5, de esta manera asegurando su participación en los octavos. La vuelta acabó 2-0 a favor de Libertad nuevamente (el global acabó 7-1). En el primer juego Medina dio 2 asistencias para los goles 2 y 4, siendo estas sus dos primeras asistencias en su carrera. 
El debut de Libertad en el clausura de 2017 sedio vs el Rubio Ñu sin Medina, en un duelo que acabó sin ganador (0-0). Medina jugó si primer juego vs Luqueño que lo ganó Libertad 1-3, Medina entró en el segundo tiempo.
Las fechas 3 y 4 del Clausura antes los clásicos rivales Guaraní y Cerro Porteño acabaron en empates 0-0 y 1-1, posteriormente Libertad perdió 1-2 ante el Club General Díaz por la fecha 5.
A Libertad le tocó un duro rival en los octavos de final de la Copa Sudamericana 2017 como lo es el Club Independiente Santa Fe de Bogotá, Colombia. El juego de Ida se dio el 24 de agosto y lo ganó Libertad por 1 a 0 con gol de Jesús Medina en el 61.
La vuelta se habría jugado el 14 de octubre y acabó en empate 1-1, con global favorecido a Libertad 1-2. Medina fue titular y recibió una tarjeta amarilla. En los cuatos de final les toco Racing Club como próximo rival.
En la fecha 10 Libertad cantó victoria en el "Clásico Blanco y Negro" frente a Olimpia por 2-1 con Medina jugando los 90 minutos. Con Medina en cancha Libertad perdió 2-1 ante Guaraní en la fecha 14. En la fecha 15 ingresó 60 del segundo tiempo y anotó 85 del juego, a pesar de ello, Cerro Porteño le ganó a Libertad por 2-3.
El primer juego contra Racing fue en Asunción donde un 24 de octubre Libertad venció a Racing 1-0 con gol de Salcedo. La vuelta acabó 0-0, Medina fue titular en ambos juegos.
En las instancias de semifinales ante el Independiente de Avellaneda. El Club Libertad logró la victoria en la ida por 1-0, con Medina de titular, el cual salió a los 89. En la vuelta el 28 de noviembre, Independencia logró la remontada en el global (3-2) con una victoria 3-1 ante Libertad en Argentina. Libertad quedó eliminado tras una gran Copa Sudamericana, donde Medina demostró su gran talento y potencial.
Posteriormente Libertad cayó ante Olimpia por 1-0, Medina fue suplente e ingresó en el segundo tiempo. Medina no participó de la fecha 22 del torneo, donde Libertad acabó con derrotado 0-2 por Nacional.
Libertad logró llegar hasta las semifinales de la Copa Sudamericana, pero dio un Torneo Clausura  bastante decepcionante a comparación del Apertura, logró 22 puntos quedando en el 8° puesto en la tabla de posiciones. Medina tuvo una gran actuación en la Copa Sudamericana, por otro lado en el Clausura dejó algunas decepciones.

### New York City
17 de enero del 2018, Jesús Medina fue traspasado al New York City FC de la MLS de los Estados Unidos de América. Este fichaje significó un mayor crecimiento en la carrera de Medina como jugador profesional.
Hizo su debut en el equipo el 4 de marzo del 2018 vs el Sporting Kansas City por la fecha 1 de la MLS 2018, donde fue titular, anotó 1 gol, recibió una tarjeta amarilla y salió de cambio en el 69. Tras el juego Medina se ganó la titularidad del equipo.
En la segunda fecha Medina fue nuevamente titular, aunque esta vez no pudo anotar ni asistir en la victoria de su equipo 2-1 ante los Angeles Galaxy. En la fecha 3 contra el Orlando City, Medina dio una asistencia en el minuto 74 a Maximiliano Morález que puso el 2-0 para la victoria del New York City.
Medina volvería a asistir vs el Real Salt Lake por la fecha 6. Fue suplente por primera vez ante el Portland Timbers, donde ingresó en el 61 de partido, en el cual cayó su equipo por 3-0, acabando así con el invicto de 7 juegos del New York City.
En el siguiente juego, otra vez de titular, Jesús marcó un gol vs el Dallas FC para que su equipo ganara por 3-1.
Medina Habría perdido la titularidad entre las fechas 13 y 17 (a excepción de la 15 donde fue titular y jugó los 90 minutos) fue suplente en los otros cuatro partidos, hasta el encuentro contra el Chicago Fire, que lo perdieron por 3-2.
Medina volvió a aparecer en el marcador con gol y asistencia en la goleada del New York City ante el CF Montréal por 3-0, en la fecha 21 del torneo, convirtiendo en el 60 y posteriormente asistiendo en el 65.
En el siguiente juego vs el Columbus Crew, Medina volvió a marcar en el minuto 80 de juego, pero en el minuto 81 una fuerte falta de Luis Argudo provocó su salida lesionado en el minuto 82, tan sólo 5 minutos luego de su gol, en el 89 cayó el segundo del New York City.
Medina se perdió un juego, pero volvió contra el Orlando City, al cual ganaron por 0-2.
Medina convirtió en los siguientes dos juegos, vs el Seattle Sounders perdieron por 3 a 1 y contra el Vancouver empatarón 2-2.
En la fecha 28 contra la Philadelphia Union entró en el 56, posteriormente en el 84 sufrió una dura lesión, pero aún así continuó el partido, donde su equipo cayó por 2-0.
Jesús Medina volvió en la fecha 35 contra el Minnesota United, tras 7 fechas fuera, entró en el minuto 77 y jugó 13 minutos más el tiempo agregado.
Tras otros dos juegos perdidos, jugó nuevamente contra el DC United en la jornada 38, donde perdieron 3-1.
Empezando los octavos de final de la MLS, Jesús nuevamente fue titular vs el Philadelphia Union, jugando 85 minutos, en el siguiente juego ante el mismo nuevamente fue suplente y no entró a jugar. Ambos juegos acabaron en victoria del New York City por 3-1. Finalmente fueron eliminados por el Atlanta United FC en los cuartos de final, con resultados de 0-1 y 3-1, ambas derrotas.

### Temporada 2019 y bajón de nivel
Medina debutó en la MLS 2019 vs el Orlando City, siendo suplente e ingresando en el minuto 72, el partido acabó 2-2.
En el encuentro que acabó 0-0 contra el DC United por la jornada 2 de la MLS, Medina fue titular y salió de cambio en el minuto 69.
Volvió a ser titular vs el Toronto FC en la jornada 4, jugando ahora los 90 minutos, el encuentro acabó en derrota 4-0. Jugó nuevamente de titular vs el CF Montréal con el cual empataron 0-0. Luego de este juego Medina habría perdido la titularidad totalmente.
Ingresó en los juegos contra el Minnesota United (3-3) y el DC United (victoria 0-2). Posteriormente no volvió a tener minutos por 2 fechas, hasta que ingresó nuevamente vs el CF Montréal en la jornada 11. 
Volvió a jugar en la jornada 22, donde haría 1 gol y da 1 asistencia contra el Seattle Sounders. Jugaría otros 3 juegos más seguidamente, menos en la jornada 24, vs el Portland (derrota 0-1), el RB New York (derrota 2-1) y Colorado Rapids (victoria 1-2).
Jugaría el 8 de agosto contra el Houston por jornada 29 de la MLS, donde lo haría de titular.
El 7 de septiembre marcaría un doblete ante el New England Revolution, luego de entrar en el 60, marcando en el 70 y en el 90 de penal, para dar la victoria a su equipo  por 2-1 con una gran remontada en los últimos minutos por la jornada 35. Gracias a esta gran actuación volvería a jugar de titular vs el Toronto FC, con el cual empataron 2 a 2, Medina saldría de cambio en el 79 de juego.
Entraría en el 87 vs el Atlanta United, cuando su equipo ya goleada por 4-1, en la jornada 38, posteriormente fue titular en la jordana 39 nuevamente contra el New England Revolution, a diferencia de la vez pasada esta ocasión fue titular y perdieron por 2-0. Su último partido en la temporada fue contra el Philadelphia Union, que ganaron por 1-2, donde Medina entró en el minuto 32 del primer tiempo, por la jornada 41 el 6 de octubre de 2019.

### Preolímpico, Pandemia y nuevo ascenso en su carrera
Medina fue convocado a un amistoso de selecciones Sub-23 vs Argentina, el cual se dio el 7 de enero del 2020, y acabó 1-1 con gol del mismo.
Posteriormente fue convocado al Preolímpico Sudamericano de Fútbol de 2020, donde jugó de titular ante Uruguay, perdiendo por 1-0, volvió a jugar vs Bolivia de titular, erró un penal en el 58 y salió en el 67.
Posteriormente, tras su fallo desde los 11 pasos no tuvo minutos ante Perú ni Brasil, donde Paraguay perdió ambos compromisos por 2-3 y 2-1, quedando eliminados en la primera fase.
Fue titular en los juegos ante el Inter de San Carlos, ganando la ida por 3-5 y la vuelta por 1-0 con global de 6-3. En los octavos de final de la Concachampions de ese año.
Luego Medina hizo su debut en la MLS 2020 vs Columbus Crew, fue titular, pero tan solo jugó 14 minutos, su equipo cayó por 1 a 0. El 7 de marzo por la segunda jornada fue nuevamente titular en la derrota 1-0 ante el Toronto FC.
Medina hizo su debut en la Concachampions el 11 de marzo, ingresando en el minuto 73, jugó 17 minutos y recibió una tarjeta amarilla, New York City perdió 0-1 contra el Tigres de México en la ida de los cuatos de final.
Anotó su primer gol de la temporada en la jornada 1 de la MLS is black, el 14 de julio, contra el Orlando City, en la derrota de su equipo por 1-3, ya en la vuelta del fútbol estadounidense tras la pandemia, donde recuperaría la titularidad.
Volvería a convertir en la victoria de su equipo por 3-1, ante el Toronto FC, el 26 julio. En el siguiente juego vs el Portland volvió a marcar un tanto para el descuento en la derrota 1 contra 3 goles.
Volvió a convertir en la goleada vs el Cincinnati por 4-0 el 26 de septiembre, por la jornada 9 de la temporada regular.
En la fecha 19 dio una asistencia vs el Columbus Crew, donde cayeron por 1-3, Medina jugó los 90 minutos. En la fecha 20 ante CF Montréal, Jesús volvió a convertir en el minuto 68, el primer tanto del juego. En la fecha 22 ante el Toronto FC, Medina convirtió otro gol en el minuto 51, que le dio la victoria al New York City por la mínima 0-1. Vs el RB New York dio una asistencia para el tercer gol, en una goleada a favor por 5-2 en la jornada 23.
En la Jornada 24, Medina volvió a marcar vs el Chicago Fire, en esta ocasión el tercer gol, para que su equipo gané por 3-4. 
En los playoff de los cuartos de final de la MLS vs el Orlando City, en el minuto 5 de penal, Nani ponía el 1-0 a favor del Orlando, pero Medina aparecería en el minuto 8 para dar una asistencia a Chanot que puso el 1-1 en el marcador, tras finalizar los 90 minutos, se fueron a la prórroga de 30 minutos, donde la paridad continuó 1-1, yéndose así a la tanda penales, donde New York City quedó eliminado 6-5, Medina convirtió el primero del New York City, en el segundo tiro, luego del fallo de Moralez en el primero.
En la vuelta de los cuartos de la Concachampions contra el Tigres, el New York City perdió por 4-0 y quedó eliminado. Medina fue titular y salió en el 69, no sin antes recibir una tarjeta amarilla. Dicho encuentro se libro el 16 de diciembre.
En la final de la temporada, se vio un gran rendimiento de Jesús Medina, que participó en goles en sus últimos 6 partidos, menos contra el Tigres. Además recuperó la titularidad del equipo en la vuelta luego de la pandemia.
Medina anto 7 goles y donó 3 asistencias en 29 juegos con el New York City.

### Temporada 2021 y conquista de la MLS
Medina convirtió 2 goles en un amistoso contra el Hartford Athletic de la segunda división de EE.UU.
El primer partido oficial de la temporada 2021 fue contra el DC United donde el New York City perdió por 2-1, Medina fue titular.
En la jornada 2, el New York City le ganó por 5-0 al FC Cinninati con doblete de Medina, en la siguiente jornada volvió a marcar para ganarle por 0-2 al Philadelphia Union. En la Jornada 4 vs el Toronto FC marcó 1 gol y le anularón 1, el juego acabó 1-1.
New York City cayó ante el Columbus Crew en la jornada 6, por 1-2, y en la jornada 7 le ganaron a Los Angeles FC por 1-2 con un gol suyo en el 79 que empató el partido parcialmente.
El 17 de julio, Medina convertía de nuevo vs el Columbus Crew, pero nuevamente perdieron  2-1 en la jornada 17. En la jornada 18 en New York City le ganó por 1-0 al CF Montréal, no fue convocado a la jornada 19, pero en la 20 convertiría vs el Orlando City en la goleada 5-0 a favor, en la jornada 21 dio una asistencia para golear por 4 a 1 al Columbus Crew.
El 11 de agosto de 2021, Jesus Medina debutaba en la Leagues Cup, vs el Pumas de México, en el juego de los cuartos de final, donde empataron 1-1, pero fueron eliminados en la tanda de penales 2-5, Medina salió en el 82 y no pudo tirar en la misma.
El 14 de septiembre, Medina deslumbraba con gol y asistencia contra el FC Dallas la fecha 32, con el mismo empataron 3 a 3.
En la jornada 41 de la MLS ingresó en el minuto 71, y a los 3 minutos de entrar, en el 74 marcaba el sexto gol del encuentro que ganó su equipo por 6-0 al DC United.
El 21 de noviembre empezaban los octavos de final de la MLS. El New York City debutaba contra el Atlanta United, al cual ganaron por 2-0, posteriormente dejaron fuera al New England Revolution en la tanda de penales 3-5 luego de un 2-2 en los cuartos. En semifinales eliminaron al Philadelphia Union por 1-2, y en la gran final le ganaron por 2-4 en la tanda de penales luego de un 2-2 en el tiempo normal, Medina salió en el 95 y no tiro en la tanda. Jesús Medina Maldonado ganaba así su primer y único título con el New York City Football Club, antes de marcharse del club. Medina anotó 9 goles y dio 2 asistencias en los 38 juegos que disputó.

### Traspaso a Rusia
Durante el mercado de invierno del mercado de pases europeo de 2022 se dio la ficha de Jesús Medina por el CSKA Moscú. De esta manera el jugador paraguayo daba el gran salto a Europa a sus 24 años de edad.
Hizo su debut vs el Viborg Danés, donde anotó un tanto, el 2 de febrero.
Su primer partido oficial con la camiseta del conjunto ruso fue vs FC Spartak de Moscú por la jornada 19 de la Premier Rusa, el 26 de febrero, el encuentro acabó en victoria de su nuevo equipo por 0-2, Medina fue titular y salió en el 55.
Posteriormente debutó en la copa de Rusia donde le ganaron 1-2 al PFC Sochi por los octavos de final un 2 de marzo.
Su primer gol con el equipo fue vs el FC Rubin Kazán El 20 de marzo, que acabó 6-1, a favor del conjunto de Medina, el cual no sólo anotó un gol, sino que también asistió uno.
El 20 de abril cayeron eliminados en los cuartos de final de la Copa de Rusia 0-1 ante el Fc Spartak Moscú.
El último partido de la temporada para Medina fue la jornada 30 de la Liga Premier de Rusia, que acabó ahí. Ganándole al Kranosdar por 4-0.
Al finalizar la temporada, el 21 de mayo, Medina fue convocado a los amistosos con la selección mayor de Paraguay. Enfrentándose a Japón y Corea del Sur el 2 y 11 de junio, perdiendo 4-1 ante el primero y empatando 2-2 ante el segundo, jugando como titular en el segundo juego.
Medina empezó la temporada 2022-23, Medina debutó vs el Pari Nizhny Novgorod, en un amistoso el 4 de julio, donde perdieron por 0-2.
El primer juego oficial fue vs el FC Ural Ekaterimburgo el 16 de julio. Ganando por 2-0. En el siguiente juego marcó 2 goles al PFC Sochi.
El 6 de agosto marcó 1 gol y dio 2 asistencias en la goleada por 4-1 ante el Fakel. En la jornada 5 perdieron 2-1 ante el Zenit de San Petersburgo, posteriormente le ganaron 4-2 al Akhmat Grozny, con gol y asistencia de Medina.
No tuvo minutos en el primer partido de la Copa de Rusia 2022-23, donde el CSKA le ganó por 0-2 al FC Torpedo Moscú en la fecha 1 de la fase de grupos, posteriormente asistió contra el Krylia Sovetov, para que este gane por la mínima 0-1, también le marcó un gol de cuatro en una goleada por 4-1 al FC Kranosdar.
No volvió a jugar la fecha 2 de la Copa de Rusia, siendo suplente.
Fue convocado a los amistosos de septiembre contra los Emiratos Árabes Unidos y Marruecos. Al primero le ganaron por 0-1 con asistencia de Medina que ingresó en el minuto 78 de partido, por otro lado fue titular en el empate 0-0 con Marruecos.
Volvería a Rusia octubre, siendo suplente en la jornada 11 de la liga, posteriormente jugaría contra el Dinamo de Moscú.
Volvería a la titularidad en el siguiente juego ante el FC Spartak Moscú.
Marcaría nuevamente el 26 de octubre ante el FC Lokomotiv Moscú, ganándole con su gol 0-1.
En noviembre volvería a la selección en los amistosos contra Perú y Colombia. Fue titular en la derrota contra Perú 1-0 y suplente ante Colombia, donde también cayó Paraguay por 2-0.
Jugó los amistosos antes del inicio de la segunda parte de la temporada. Anotó un gol al Simba FC y al Dinamo de Moscú.
En el primer partido oficial del año, en una goleada de 3 a 0 contra Kranosdar, Medina asistió un gol.
El 15 de marzo volvería a anotar contra el Krylia Soventov, en un empate 2-2 en la ida de las semifinales de la Copa Rusa.
El 27 de marzo, Medina fue convocado a un duelo amistoso contra Chile, donde fue ingresó en el 78 del partido que acabó en una derrota 3-2.
El 5 de abril volvía a jugar con su club en la vuelta de las semifinales de la Copa de Rusia, que acabó con global de 3-2.
Medina volvería a anotar vs FC Ural Ekaterimburgo en la ida de la final de la Copa de Rusia, el duelo acabó 1-1, habría entrado en el 78 y en el 85 de penal empató el juego. Anteriormente no tuvo minutos ante este en la jornada 23 de la liga ante este mismo.
El 29 de abril salió lesionado de un duelo que acabó en 1-3 a favor de su equipo ante el Akhmat Grozny por la jornada 25 de la premier rusa. Posteriormente volvería a jugar contra el FC Ural Ekaterimburgo, donde anotarla y ganarían por 1-2 en la vuelta de la final de la Liga Premier-Copa Rusia.
El 11 de junio en la gran final definitiva de la Copa Rusia, el CSKA Moscú vencería por los penales al Kranosdar 5-6, tras un empate 1-1 en cancha, así Medina conquista su primer título con el CSKA Moscú y el cuarto de su carrera.
También el 18 de junio de 2023 no pudo participar en un juego amistoso con la selección de Paraguay ante Nicaragua por una lesión en su pie.

### FC Spartak Moscú
Con el finalizar de la temporada 2022-23, en julio del 2023, Medina ficharía por el máximo rival del CSKA Moscú, el FC Spartak de Moscú. El fichaje se daría por 6M€.
Medina debutará con su nuevo equipo contra el Rubin Kazán, al cual derrotarían por 1-4, Medina ingresó en el 58 y en menos de un minuto anotó su primer gol con el equipo. En su siguiente juego por la fecha 2 de la fase de grupos de la Copa de Rusia, Medina daría una asistencia contra el FC Pari Nizhniy Novgorod, en un reñido 5-4, victoria a favor.
En el mes de septiembre fue convocado por Guillermo Barros Schelotto para disputar los dos primeros juegos de las Eliminatorias Sudamericanas rumbo a Norteamérica 2026. Medina primeramente no fue convocado para el duelo ante Perú donde Paraguay empató 0-0, pero sí para enfrentar a Venezuela donde Paraguay perdió 1-0, aunque Medina no ingresó a jugar. Desde entonces Jesús Medina no ha vuelto a ser convocado a la Selección de Paraguay.
Medina le marcaría a su antiguo equipo, el CSKA Moscú, en un duelo por la Liga Premier, que acabó 2-2, en la jornada 11.
El 21 de abril, Medina marcaría doblete ante el FK Rostov, dicho doblete vino acompañado de una asistencia. El Spartak Moscú venció por 1-5.
Medina terminó la temporada 0-0 contra el FC Oremburgo en la jornada 30 de la Liga Premier de Rusia 2023-24.
Medina debutó esta temporada 2024-25 con 27 años ante el FC Oremburgo, siendo titular y saliendo en el segundo tiempo. Cayendo en derrota 2 a 0.
Le convirtió al Dinamo de Moscú por la fecha 1 de la Copa de Rusia en su fase de grupos, ganando 3-0. Fue titular y de penal en el minuto 68 lo convirtió. Anteriormente dio una asistencia en la victoria de su equipo por 1-3 ante FK Jimki.
Volvió a convertir en la Copa en la fecha 2 ante el Krylia Soventov para ganar 0-3.
Dio una asistencia ante el FC Dynamo Majachkalá, donde empataron 1-1, el 15 de septiembre.

## Selección nacional

### Categorías inferiores
Medina ha sido internacional con la selección de fútbol sub-17 de Paraguay y sub-20.
Fue convocado al Campeonato Sudamericano Sub-17 de 2013. Ocupó el dorsal número 10 del equipo, mostró un gran nivel en los ocho partidos que disputó, anotó cuatro goles, pero no clasificaron a la Copa Mundial de Fútbol Sub-17 de 2013.
En el debut vs Colombia anotó para el empate 1-1, posteriormente le ganaron por 1-3 a la selección de Argentina de dicha categoría, y marcó 2 goles a Ecuador, fue titular en los 3 juegos, ya en la quinta fecha tuvo descanso vs Venezuela, con la cual empató 0-0.
En la fase final perdieron ante Venezuela por 0-1 donde salió de cambio en el 70, logró marcarle a Perú 1 gol, ganando por 3-1 a la misma, fue titular en la derrota de la "Albirroja" sub-17 vs Uruguay por 1-3, fue suplente vs Argentina en la derrota de Paraguay por 1-3, ingresando en el 44 del primer tiempo y vs Brasil en un reñido 2-2, salió en el segundo tiempo, quedando eliminados. Jugó 8 juegos, marcó 4 tantos y no asistió.

### Sudamericano Sub-20 de 2015
Jesús Medina fue convocado a la selección de fútbol sub-20 de Paraguay para participar en el Campeonato Sudamericano de Fútbol Sub-20 de 2015. El primer juego fue vs Bolivia que acabó en victoria 4-2 de su equipo, Medina ingresó en el 57 por Omar Alderete y en el 90 convirtió el cuarto gol. El segundo juego fue vs Argentina, donde volvió a ganar Paraguay por 0-1, Medina ingresó en el 61. En la fecha 4 vs Ecuador la "albirroja" sub-20 cayó por 1-2, con Medina que ingresó en el 55 y asistió a Juan Danilo Santacruz para el empate momentáneo en el 68, hasta que en el 88, Luis Cangá pone el 1-2 a favor de Ecuador. En el cuarto y último partido vs Perú por la fecha 5, Medina fue titular y jugó todo el primer tiempo. El juego acabó 1-1.
Ya en el cuadrangular final, Paraguay empató 0-0 vs Colombia la fecha 1 con Medina de titular y saliendo de cambio en el 53. En el segundo encuentro Medina ingresó en el 78 en la derrota paraguaya ante Brasil por 0-2 en la segunda fecha. Jesús Medina no tuvo minutos en los juegos vs Uruguay, Argentina y Perú, por las fechas 3 4 y 5, que acabaron en derrota de Paraguay por 2-0, 3-0 y 1-3. Acabando la última eliminada con tan solo 1 punto logrado, aunque a pesar de no ir al Mundial, si pudo ir a los Juegos Panamericanos de ese año. Medina jugó en total 6 juegos, marcó 1 gol y dio 1 asistencia.
Durante el 2016 Medina jugó los amistosos con la sub-20, en el primer amistoso internacional del año, fue titular para enfrentar a Uruguay, anotó un gol y finalmente ganaron 4 a 3. En la revancha, el entrenador le dio descanso, no jugó, y empataron 2 a 2.
En el mes de junio fue citado para jugar dos partidos amistosos contra Chile, el primero fue un empate 1-1, en el que Jesús convirtió un gol, y la revancha fue victoria para Paraguay por 3 a 0. Medina fue titular en ambos juegos.
El 30 de septiembre fue convocado para jugar nuevamente contra Chile, esta vez en Santiago.

### Sudamericano Sub-20 de 2017
En el 2017, Medina fue convocado nuevamente para participar en el Campeonato Sudamericano de Fútbol Sub-20 de 2017. En esta ocasión, Medina y Paraguay no fueron capaces de pasar de la primera etapa. Medina fue titular en todos los juegos, empatado con Colombia 1-1, en la derrota 3-2 vs Brasil anotó 2 goles, 1 de penal en el 80 y el otro en el 90, en la victoria ante Chile dio 1 asistencia para el primer gol de Paraguay y contra Ecuador salió en el minuto 84, el encuentro lo ganó Ecuador 2-1. Paraguay fue eliminada en la primera fase, a pesar de la gran nivel demostrando por Medina con 2 goles y 1 asistencia en 4 juegos.

### Selección olímpica
En el 2019, Medina fue convocado a la Selección Sub-23 de Paraguay, para participar en 2 amistosos vs Venezuela, en forma de calentamiento para el Preolímpico de 2020. Medina jue titular en ambos juegos, en el primero salió al minuto 56 y en el segundo en el segundo tiempo, Paraguay ganó ambos encuentros por 3-1 y 3-0.
Al año siguiente en 2020, Medina nuevamente fue convocado a la sub-23, ahora para un juego vs juego Argentina, el cual acabó empatado 1-1 con gol de Medina de penal en el minuto 13, dejando ese 1 a 1 con el resultado final del encuentro.

#### Participaciones en categorías inferiores
| Competición                            | Sede      | Resultado     | Partidos | Goles |
| -------------------------------------- | --------- | ------------- | -------- | ----- |
| Campeonato Sudamericano Sub-17 de 2013 | Argentina | Quinto puesto | 8        | 4     |
| Campeonato Sudamericano Sub-20 de 2015 | Uruguay   | Sexto puesto  | 6        | 1     |
| Campeonato Sudamericano Sub-20 de 2017 | Ecuador   | Primera fase  | 4        | 2     |

### Absoluta
El 29 de abril de 2016 fue reservado por Ramón Díaz, en un plantel preliminar de la Copa América Centenario. El 9 de mayo fue anunciada la lista definitiva de los jugadores para participar del certamen continental, pero Medina fue desafectado.
Medina fue convocado en julio de 2017 por primera vez a la selección absoluta para participar en un juego amistoso vs la selección mexicana, Jesús hizo su gran debut ingresando en el minuto 85 del encuentro, el cual acabó ganando México por 2-1.
Medina no volvió a ser convocado a la selección absoluta hasta el 2022 cuando es convocado para jugar contra Japón, en un duelo donde Paraguay salió goleado 4-1, el mismo ingresó en el 65 por Richard Sánchez. Posteriormente Medina jugó vs Corea del sur de titular, en un juego amistoso que acabó 2-2.
En septiembre volvió a ser convocado para jugar vs los Emiratos Árabes Unidos y Marruecos, el primer juego lo ganó Paraguay 1-0 donde Medina fue suplente e ingresó por Enciso en el 78', posteriormente dio la asistencia para el gol de la victoria (siendo así su única aportación de gol con la selección mayor); vs Marruecos fue titular y empataron 0 a 0.
En el mes de noviembre fue convocado nuevamente para jugar vs Perú y Colombia, cayendo Paraguay en ambos juegos por 1-0 y 2-0. Fue titular en el primero y suplente en el segundo. Fue convocado por última vez para un juego vs Chile el 27 de marzo de 2023, donde Paraguay perdió por 3-2 de visitante en Santiago. Medina jugó 12 minutos y fue suplente.

## Estadísticas

### Clubes
Actualizado al 18 de mayo de 2025.
| Club                               | Div.          | Temporada     | Liga  | Liga  | Copas nacionales | Copas nacionales | Torneos internacionales | Torneos internacionales | Total | Total |
| Club                               | Div.          | Temporada     | Part. | Goles | Part.            | Goles            | Part.                   | Goles                   | Part. | Goles |
| ---------------------------------- | ------------- | ------------- | ----- | ----- | ---------------- | ---------------- | ----------------------- | ----------------------- | ----- | ----- |
| Club Libertad Paraguay             | 1.ª           | 2012          | 1     | 0     | ―                | ―                | 0                       | 0                       | 1     | 0     |
| Club Libertad Paraguay             | 1.ª           | 2016          | 38    | 9     | ―                | ―                | 1                       | 0                       | 39    | 9     |
| Club Libertad Paraguay             | 1.ª           | 2017          | 36    | 8     | ―                | ―                | 13                      | 2                       | 49    | 10    |
| Club Libertad Paraguay             | Total club    | Total club    | 75    | 17    | 0                | 0                | 14                      | 2                       | 89    | 19    |
| New York City F. C. Estados Unidos | 1.ª           | 2018          | 30    | 6     | 1                | 0                | ―                       | ―                       | 31    | 6     |
| New York City F. C. Estados Unidos | 1.ª           | 2019          | 18    | 3     | 2                | 1                | ―                       | ―                       | 20    | 4     |
| New York City F. C. Estados Unidos | 1.ª           | 2020          | 25    | 7     | ―                | ―                | 4                       | 0                       | 29    | 7     |
| New York City F. C. Estados Unidos | 1.ª           | 2021          | 37    | 9     | ―                | ―                | ―                       | ―                       | 37    | 9     |
| New York City F. C. Estados Unidos | Total club    | Total club    | 110   | 25    | 3                | 1                | 4                       | 0                       | 117   | 26    |
| P. F. C. CSKA Moscú · Rusia        | 1.ª           | 2021-22       | 10    | 1     | 2                | 0                | ―                       | ―                       | 12    | 1     |
| P. F. C. CSKA Moscú · Rusia        | 1.ª           | 2022-23       | 25    | 8     | 8                | 3                | ―                       | ―                       | 33    | 11    |
| P. F. C. CSKA Moscú · Rusia        | Total club    | Total club    | 35    | 9     | 10               | 3                | 0                       | 0                       | 45    | 12    |
| F. C. Spartak de Moscú · Rusia     | 1.ª           | 2023-24       | 24    | 5     | 10               | 0                | ―                       | ―                       | 34    | 5     |
| F. C. Spartak de Moscú · Rusia     | 1.ª           | 2024-25       | 18    | 1     | 6                | 2                | ―                       | ―                       | 24    | 3     |
| F. C. Spartak de Moscú · Rusia     | Total club    | Total club    | 42    | 6     | 16               | 2                | 0                       | 0                       | 58    | 8     |
| Total carrera                      | Total carrera | Total carrera | 262   | 57    | 29               | 6                | 18                      | 2                       | 309   | 65    |

## Palmarés

### Títulos nacionales
| Título          | Club                | País           | Año     |
| --------------- | ------------------- | -------------- | ------- |
| Torneo Apertura | Club Libertad       | Paraguay       | 2016    |
| Torneo Apertura | Club Libertad       | Paraguay       | 2017    |
| MLS Cup         | New York City F. C. | Estados Unidos | 2021    |
| Copa de Rusia   | P. F. C. CSKA Moscú | Rusia          | 2022-23 |